# Rüdiger von Sparneck

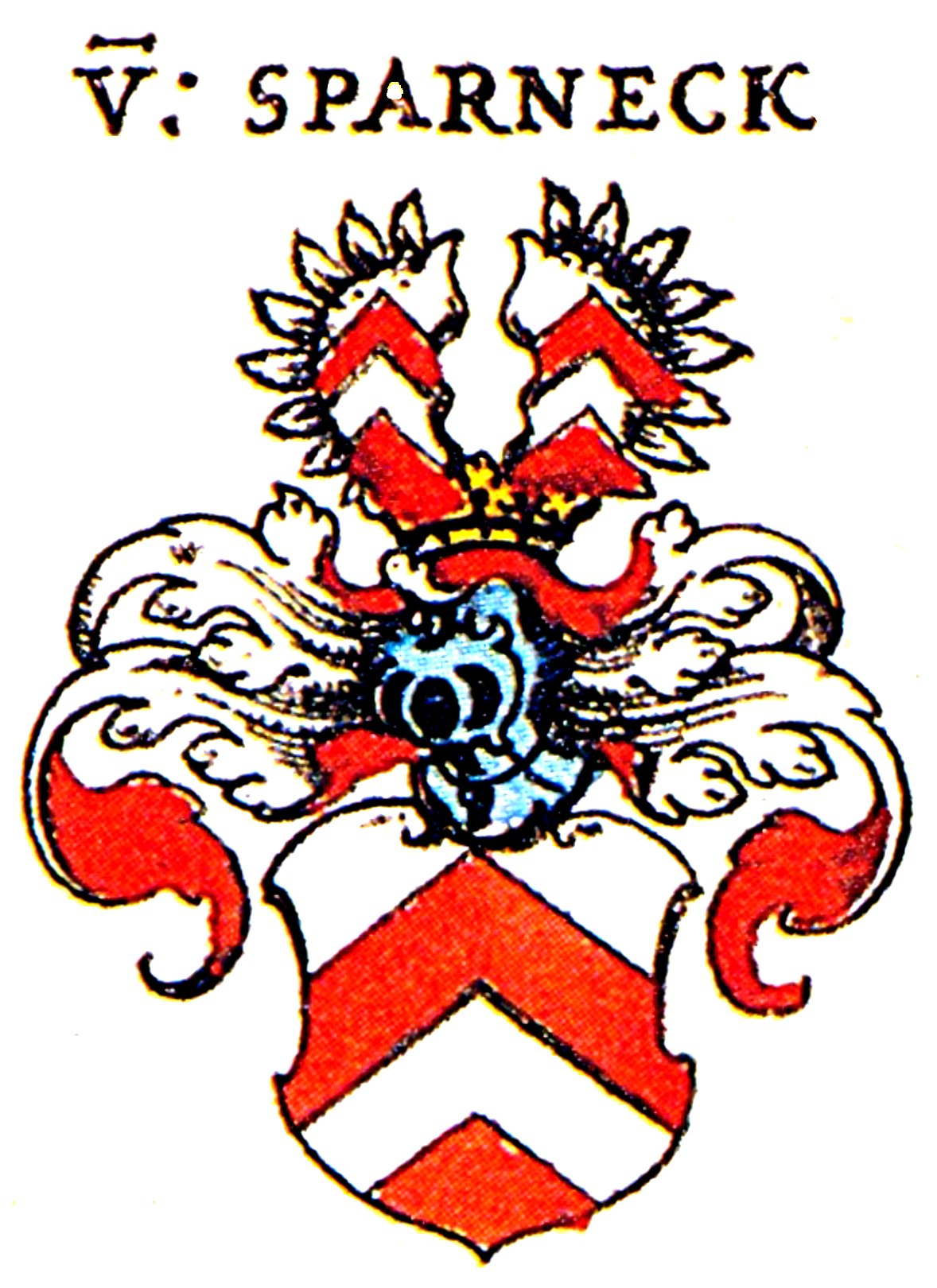
Wappen der Familie von Sparneck aus Siebmachers Wappenbuch

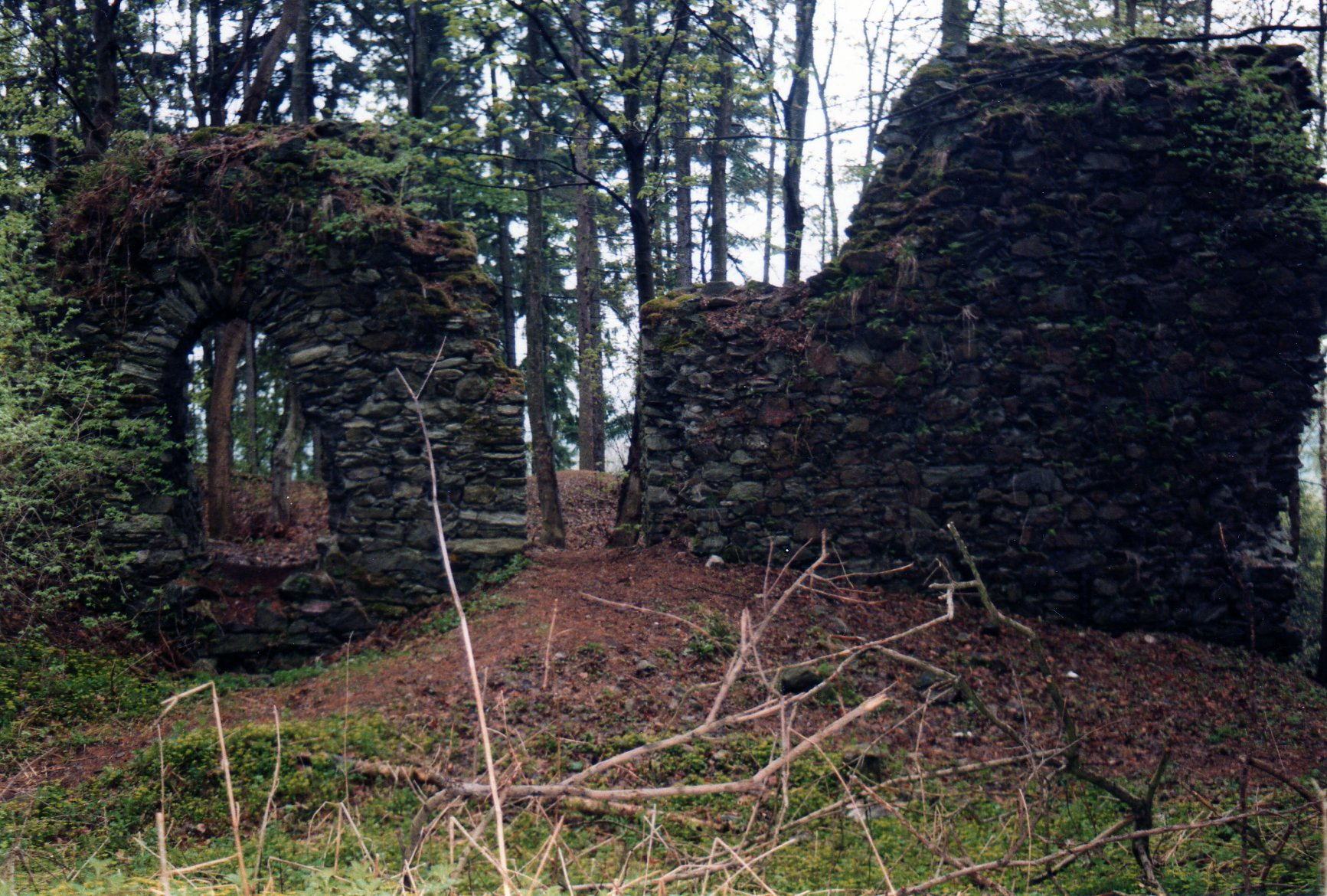
Burgruine Uprode

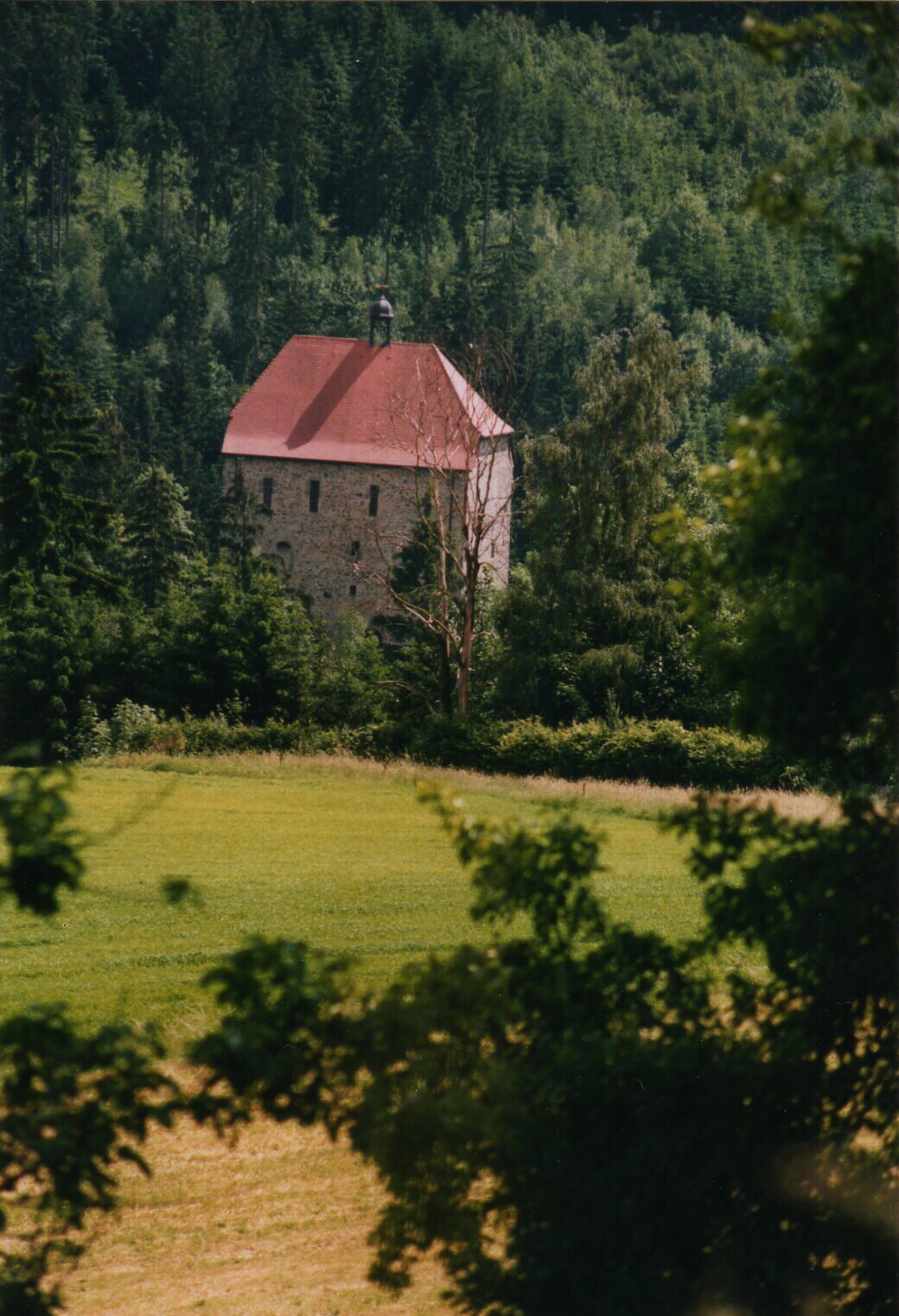
Burgkapelle Stein

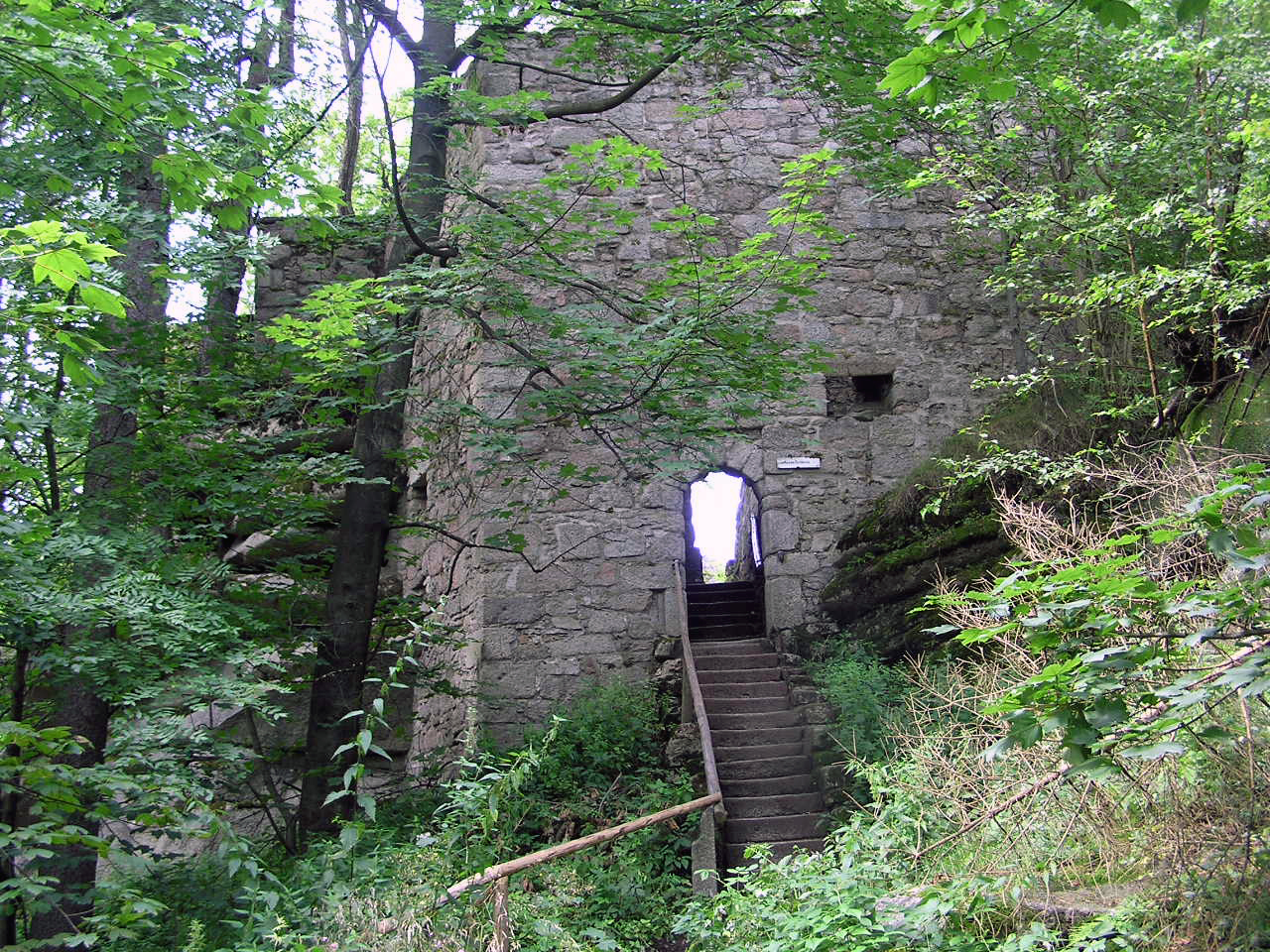
Rotes Schloss am Waldstein

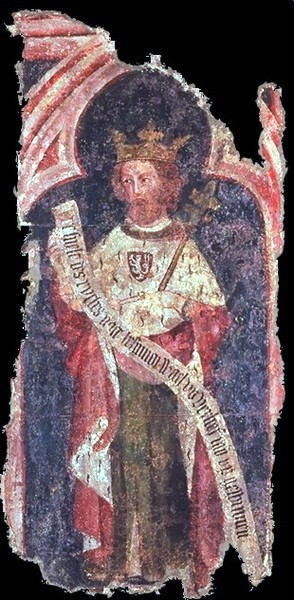
Kaiser Karls IV., zugleich König über Böhmen

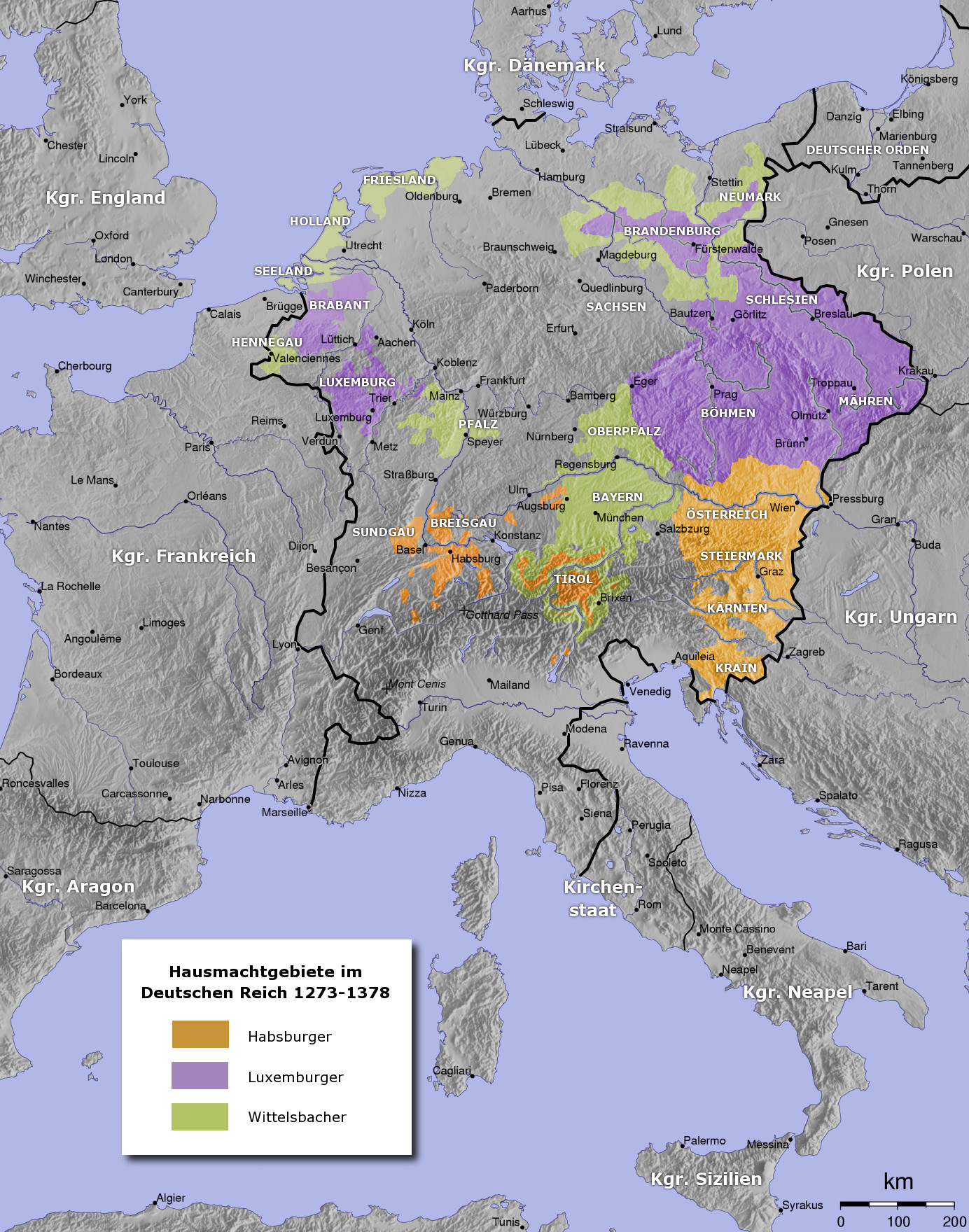
Das Heilige Römische Reich zur Zeit Karls IV.

Rüdiger von Sparneck (* um 1300; † zwischen 1364 und 1368) war Burggraf zu Eger (Cheb). Er erweiterte den Familienbesitz um zahlreiche Ländereien, darunter das Schönbacher Ländchen und Rittersitze.

## Familie von Sparneck
Rüdiger stammte aus dem fränkischen Adelsgeschlecht derer von Sparneck. Die Gemeinde Sparneck gehört heute zum Landkreis Hof in Oberfranken. Der Besitz des Stammlandes der Sparnecker umfasste etwa die Ausmaße des früheren Landkreises Münchberg, es gab auch Streubesitz im Egerland.
Der Name Rüdiger war der Vorname einer ganzen Reihe von Sparneckern und hat bei der bisherigen Stammbaumforschung zu Irritationen geführt. Die neuere Forschung nach Elisabeth Jäger geht davon aus, dass auch der Vater von Rüdiger ein weiterer Rüdiger von Sparneck war und nicht wie bei Alban von Dobeneck bereits Arnold von Sparneck. Die Mutter des Rüdiger ist nicht bekannt. Er war verheiratet mit einer Frau aus dem Hause Weida. Seine Kinder hießen Erhard, Friedrich, Pabo und Hans zum Stein. Durch den Erwerb bzw. Bau weiterer Rittersitze gründete er verschiedene Linien der Sparnecker. Er war die vielleicht einflussreichste Persönlichkeit dieses Geschlechtes.

## Biografische Daten

### Ämter
Rüdiger von Sparneck war 1336 Burggraf zu Eger (Cheb) mit Sitz auf dem Waldstein. Der Nürnberger Burggraf Johann II. verpfändete ihm 1341 Wunsiedel, Hohenberg und Schönbrunn. 1359 wurde er als Vertreter der Markgrafen von Meißen genannt.

### Erwerbungen von Burgen und Ländereien
Er erwarb 1343 Burg Stein für seinen Sohn Hans und begründete damit die Linie der Sparnecker zu Stein. Er kaufte dem Kloster Waldsassen unter Abt Franz Kübel 1348 das Schönbacher Ländchen ab. Vermutlich baute er in der Zeit um 1350 die Burg Uprode und sorgte auch für einen Neubau auf dem Waldstein (das sogenannte Rote Schloss, vorher gab es nur die Ostburg). 1364 verlieh er der Stadt Münchberg ein modernes Stadtrecht. Vor 1368 erfolgte der Erwerb der Burg Gattendorf für seinen Sohn Erhard, der eine weitere Sparnecker Linie zu Gattendorf und Hallerstein gründete.

### Der Waldstein unter böhmischer Krone
Am 2. Mai 1356 traf er eine weitreichende Entscheidung: Er unterstellte den Waldstein und viele seiner weiteren Besitzungen der böhmischen Krone. Den Burggrafen von Nürnberg gelang es, in einer jahrhundertelangen Erwerbspolitik ihren Einflussbereich kontinuierlich nach Norden auszuweiten. Kleinere reichsfreie Familien und auch Raubritter kamen in den Einflussbereich der Burggrafen; es war der Beginn größerer Territorialstaaten. Als böhmisches Lehen blieb der Sparnecker Raum davon lange Zeit unberührt. Am 11. Mai 1358 huldigte Rüdiger Kaiser Karl IV., der zugleich König von Böhmen war.